# Oliwa
Gdańsk Oliwa is een oude wijk van de Poolse stad Gdańsk. De wijk grenst aan de wijk Przymorze en de stad Sopot in het noorden, en de wijk Osowa in het westen.
De naam Olyua wordt de eerste maal genoemd in een document uit 1188. Het was een kloosterstadje van cisterciënzers.
In 1660 werd er een vredesverdrag afgesloten tussen keizer Leopold I, Jan II Casimir van Polen en Zweden.

## Bezienswaardigheden
- Kathedraal van Oliwa
- Zoo Gdańsk
- Park Oliwa

## Galerij

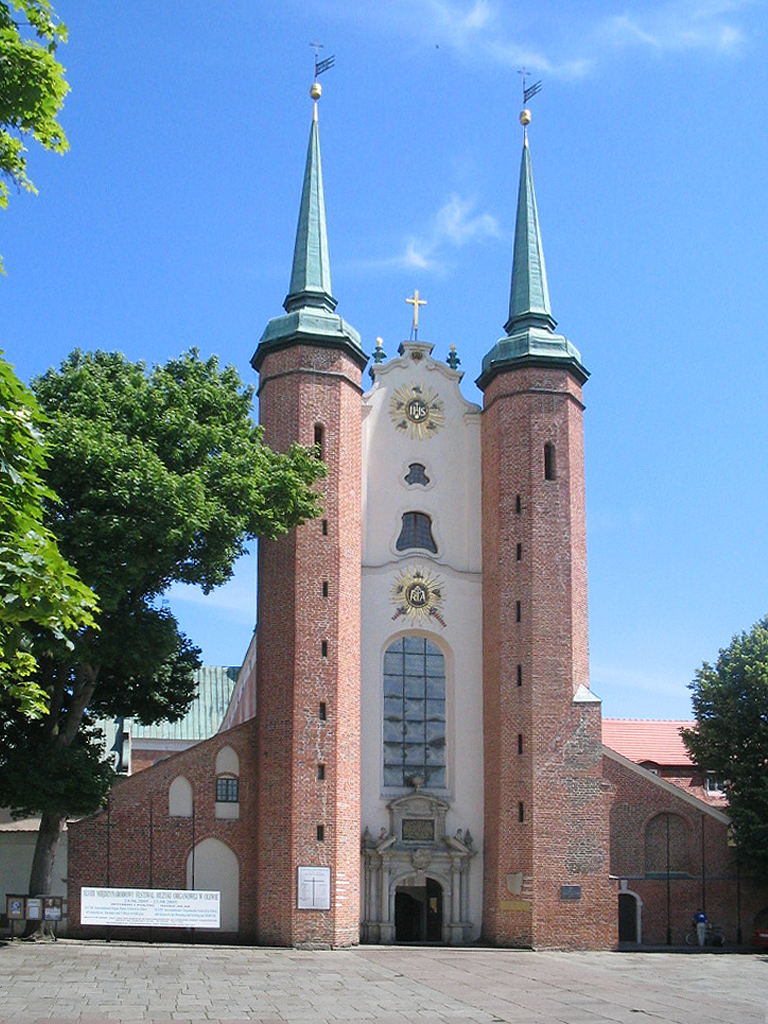
Kathedraal Oliwa
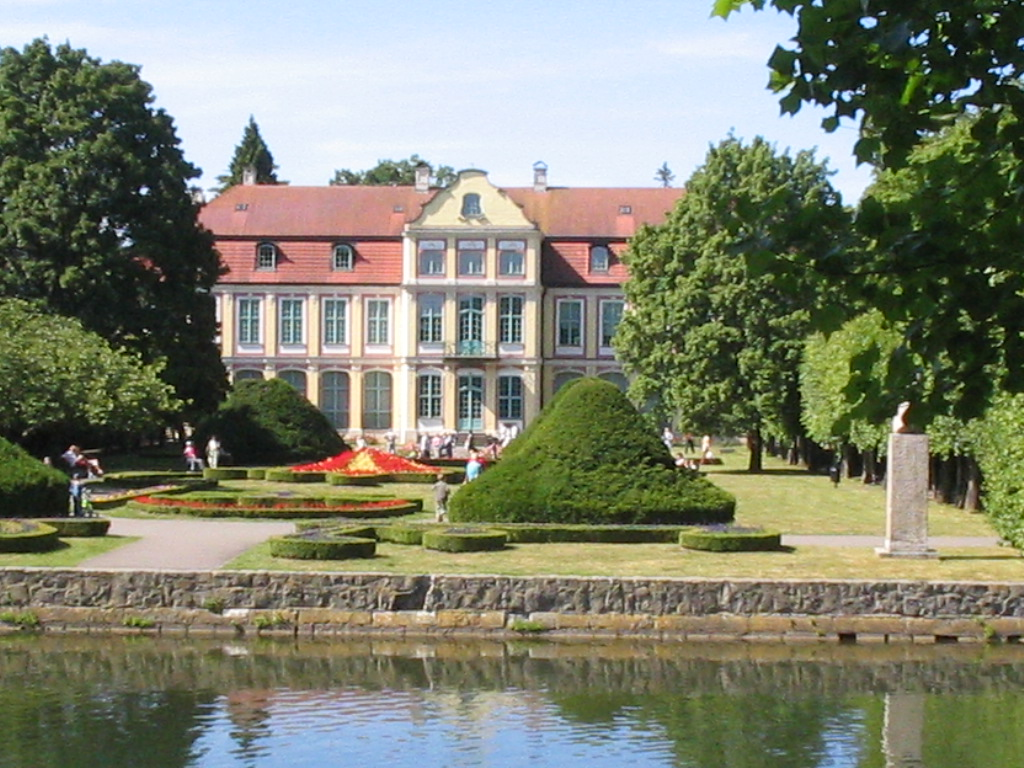
Oliwa (park)
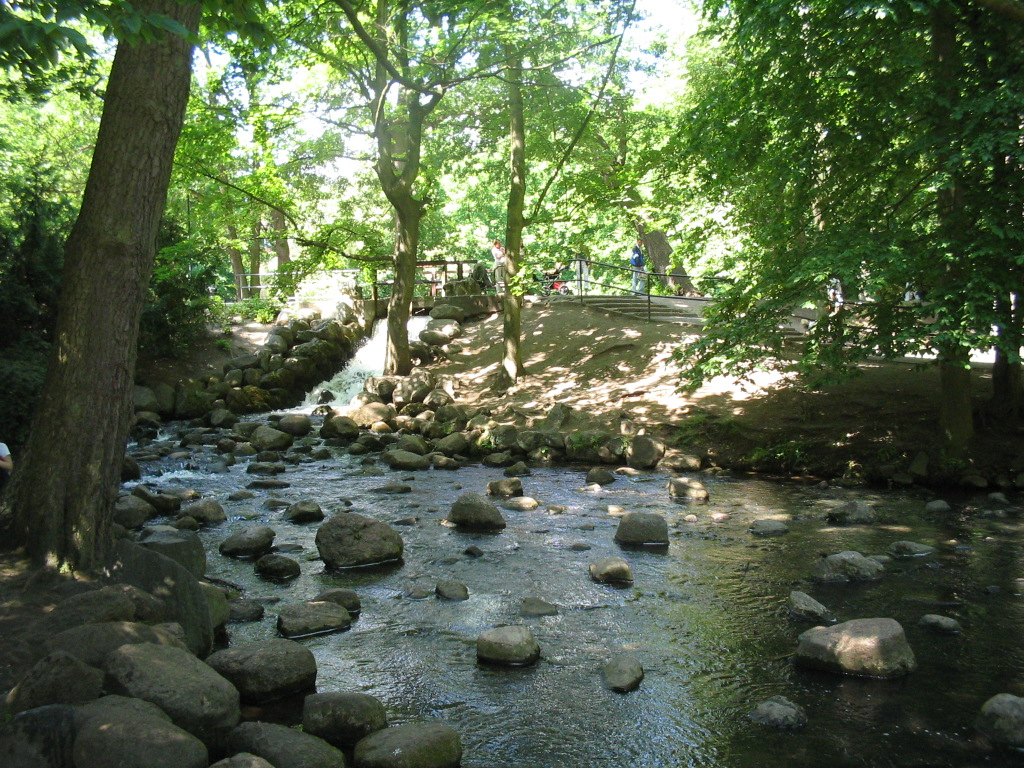
Park
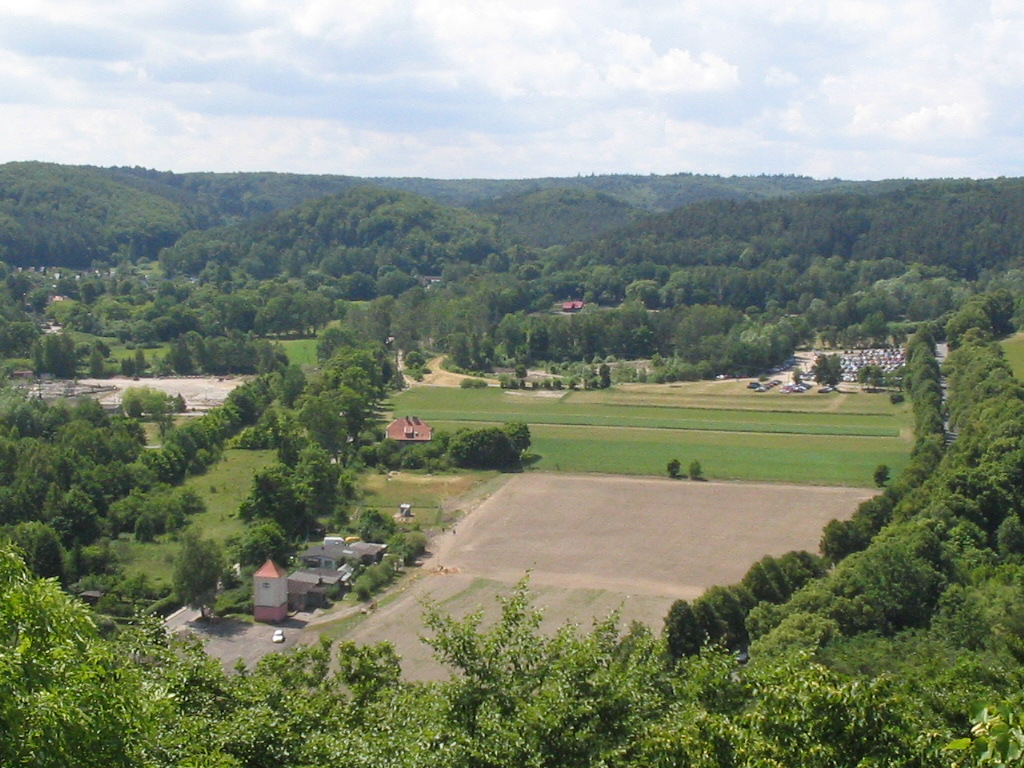
Uitzicht

Aniołki · Brętowo · Brzeźno · Chełm-Południe · Jelitkowo · Kokoszki · Krakowiec-Górki Zachodnie · Letnica · Matarnia · Młyniska · Nowy Port · Oliwa · Olszynka · Orunia-Św.Wojciech-Lipce · Osowa · Piecki-Migowo · Przymorze · Rudniki · Siedlce · Stogi z Przeróbką · Strzyża · Suchanino · Śródmieście · VII Dwór · Wrzeszcz · Wyspa Sobieszewska · Wzgórze Mickiewicza · Zaspa-Młyniec · Zaspa-Rozstaje · Żabianka-Wejhera-Jelitkowo-Tysiąclecia